# Fanny Rosenfeld
Pour les articles homonymes, voir Rosenfeld.
Fanny « Bobbie » Rosenfeld (née le 28 décembre 1904 à Dnipropetrovsk (Russie impériale), aujourd'hui en Ukraine, et morte le 14 novembre 1969 à Toronto (Canada)) est une athlète canadienne spécialiste du 100 mètres dont elle remporte deux médailles olympiques.

## Biographie
Née le 28 décembre 1904 à Dnipropetrovsk, Fanny Rosenfeld émigre dès son enfance au Canada. 
Sténographe dans une chocolaterie de Toronto, elle pratique en parallèle des activités sportives et excelle dans des disciplines telles que l'athlétisme, le basket-ball, le hockey sur glace et le softball avant de se consacrer uniquement à l'athlétisme en 1922. Elle participe à trois épreuves d'athlétisme des Jeux olympiques d'été de 1928 à Amsterdam où elle remporte deux médailles, l'une en or en relais 4 × 100 mètres et l'autre en argent sur l'épreuve du 100 mètres. Elle termine par contre cinquième du 800 mètres. 
En raison de problèmes d'arthrite, elle arrête la compétition en 1933 après s'être déjà retirée en 1931. Elle reste dans le domaine du sport en devenant entraîneur de softball tout en tenant une colonne sportive, Sports Reel, dans le journal canadien The Globe and Mail de 1937 à 1957. En 1950, un jury de journalistes sportifs la nomment « Athlète canadienne de la première moitié du XXe siècle », un an après avoir été la première sportive à être nommée dans le Canadian Olympic Hall of Fame. 
Elle meurt le 14 novembre 1969 à Toronto à l'âge de 64 ans.

## Hommages
Elle est à titre posthume intégrée à l'International Jewish Sports Hall of Fame en 1982 et en 1996 la Société canadienne des postes édite un timbre à son effigie à l'occasion du centenaire des Jeux olympiques.

## Palmarès
- Jeux olympiques d'été de 1928[1]
  -  Médaille d"or en relais 4 × 100 mètres.
  -  Médaille d'argent sur 100 mètres
  - Cinquième sur 800 mètres

- Distinctions
  - Membre du Canadian Olympic Hall of Fame en 1949[4]
  - Athlète canadienne de la première moitié du XXe siècle en 1950[4]
  - Membre de l'International Jewish Sports Hall of Fame en 1982 à titre posthume[2]